# Ієронімус Бок
Ієронімус Бок (нім. Hieronymus Bock або нім. Hieronymus Bock Tragus, або лат. Hieronymus Tragus, 1498 — 21 лютого 1554) — німецький ботанік, лікар та лютеранський проповідник.

## Біографія

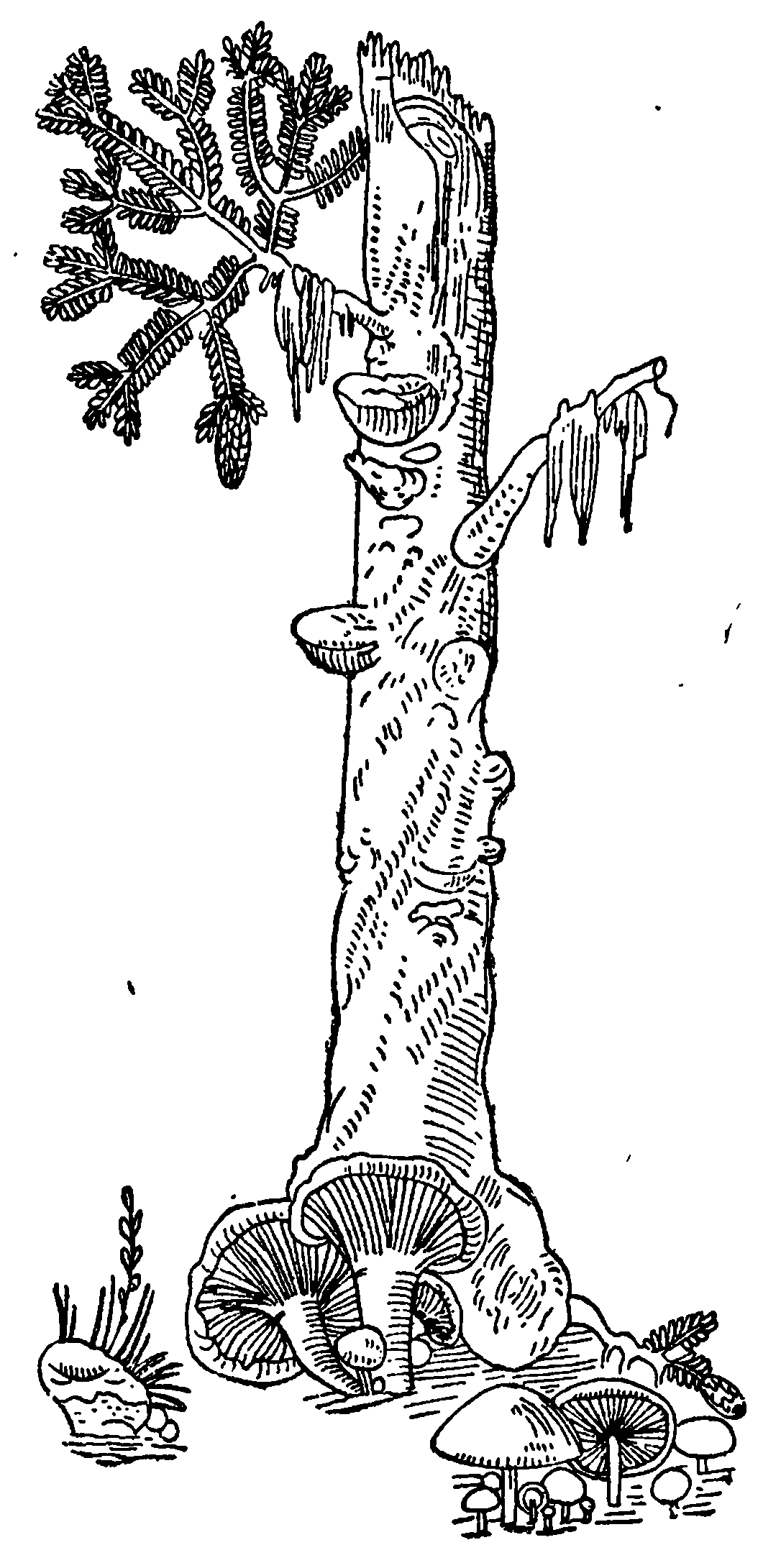
Ілюстрація шапинкових грибів та трутовиків Ієронімуса Бока

Ієронимус Бок народився у 1498 році.
У 1522 році він отримав посаду викладача та ботаніка у Цвайбрюккені, резиденції Герцога Людвіга II. Одним з його учнів був Якоб Дітріх Мюллер, пізніше відомий як Якоб Теодор Табернемонтанус (бл. 1522–1590), автор відомого травника.
У 1546 році Ієронімус Бок написав наукову працю Kreuterbuch. В роботі Ієронімуса Бока Kreuterbuch є глава на 5 сторінках, яка містить описи близько 10 шапинкових грибів та трутовиків, описані поширення, сезон, вказується їстівність або отруйність та способи приготування грибів. Бок також зіставляє описи з класичними античними працями
.
Його ботанічні, медичні та фармакологічні дослідження становили основу його наукової діяльності та були головною справою в його житті.
Ієронімус Бок помер у місті Хорнбах 21 лютого 1554 року.

## Наукові праці
- New Kreuterbuch von Underscheidt, Würckung und Namen der Kreuter, so in teutschen Landen wachsen / von Hieronymus Bock. — Straßburg, 1546[8].

## Почесті
Шарль Плюм'є назвав на його честь рід рослин Tragia родини Молочайні. Згодом ця назва була прийнята Карлом Ліннеєм.